# کوشن میرزارحیم
کوشن میرزارحیم یکی از روستاهای استان آذربایجان شرقی است که در دهستان باویل بخش مرکزی شهرستان اسکو واقع شده‌است.این روستا ۸۱ نفر جمعیت دارد.